# Welgelegen (Willeskop)

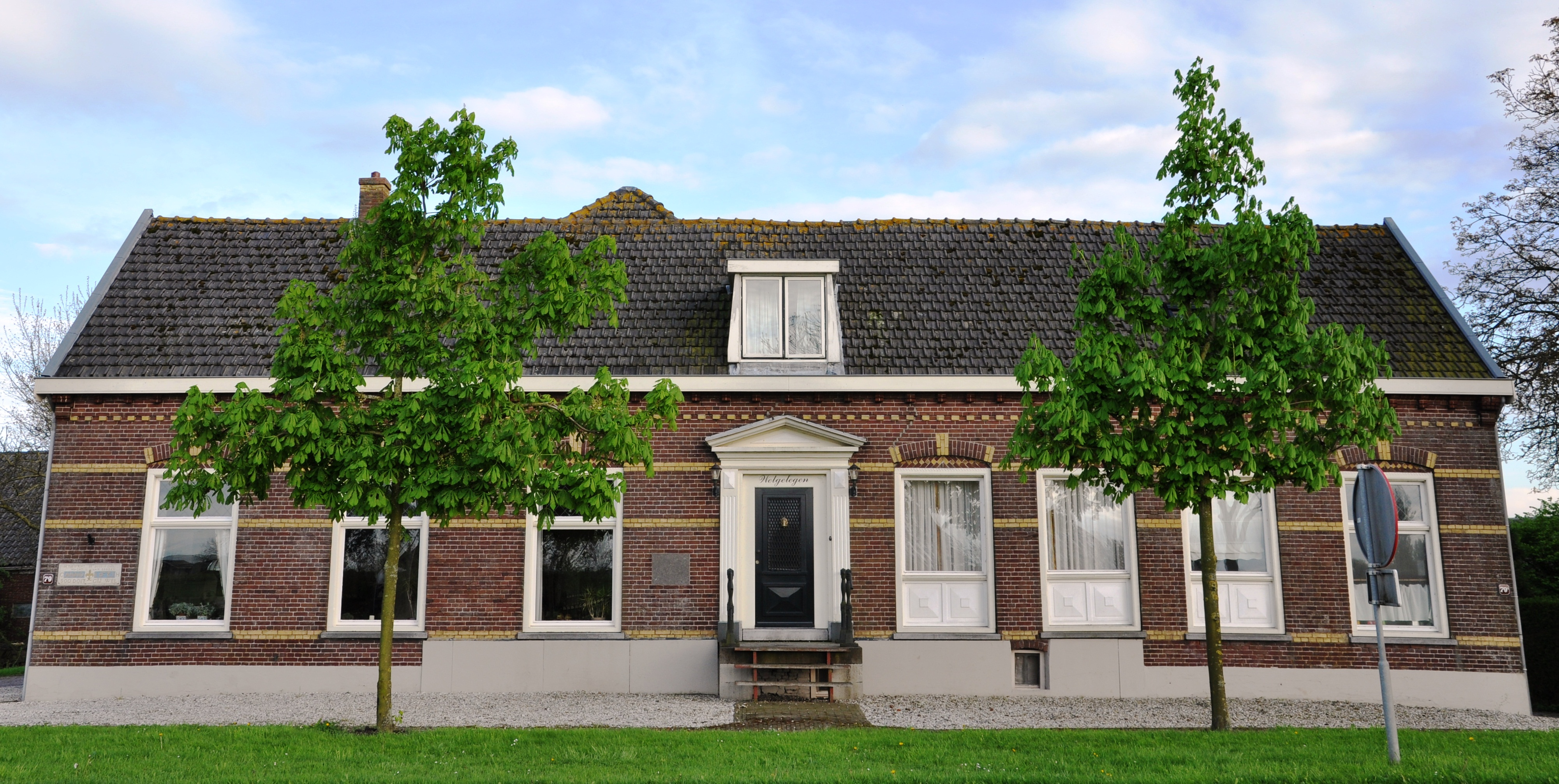
Boerderij Welgelegen.

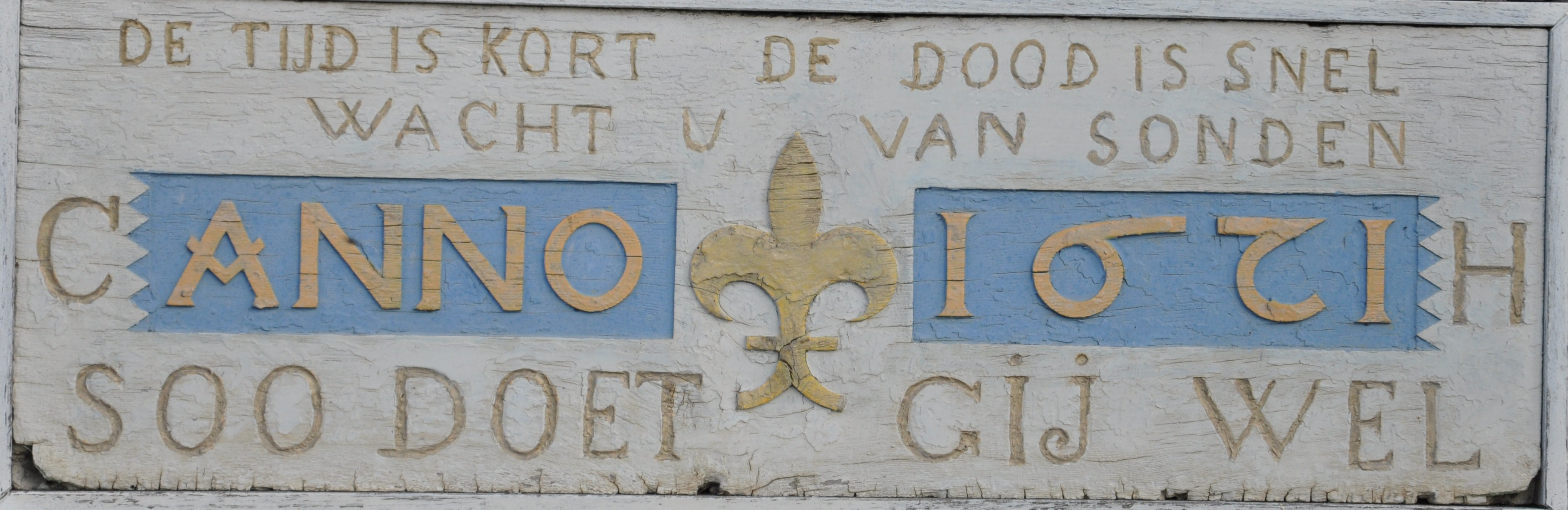
Het bord met het oorspronkelijke bouwjaar.

Welegelegen (Willeskop 79) is de naam van een boerderij in Willeskop in de Utrechtse plaats Montfoort. De boerderij is gelegen aan de N228. Deze weg loopt over de dijk die de Hollandse IJssel scheidt van de polder Lopikerwaard. Welgelegen is door het Monumenten Inventarisatie Project beoordeeld met twee sterren.

## Historie
In 1671 werd de boerderij gebouwd, maar door een brand werd deze in 1903 verwoest. De kelder met gewelven en een houten bord met het stichtingsjaar bleven bewaard. Dit bord werd opnieuw ingemetseld in de muur van de nieuwe boerderij. Uit onderzoek is gebleken dat in dit bord oorspronkelijk enkel het jaartal was gekerfd. De overige teksten zijn door latere bewoners toegevoegd. Onbekend is waar de initialen C H voor staan. Het bord is van eikenhout en ongeveer 10 centimeter dik.
Op het grondstuk bevinden zich verder een schuur uit 1851 en een zogenaamde Zeeuwse haag. Deze laatste is met subsidie aangelegd en bestaat uit verschillende soorten planten, waaronder rozenstruiken en vlier.

## Toekomst
De boerderij is aan het verzakken en staat hierdoor aan één kant uit het lood. De oorzaak hiervan is onbekend. Fluctuaties en verlagingen in het grondwaterpeil van de polder door de aanleg van het Gemaal De Pleyt of door droge zomers zouden hiervan de oorzaak kunnen zijn.